# Szűz Mária neve templom (Solymár)
A Szűz Mária neve templom a Pest vármegyei Solymár egyetlen római katolikus temploma, amely az azonos nevű plébánia alá tartozik a székesfehérvári egyházmegyében. Késő barokk stílusban épült Majthényi Károly kegyúri időszakában, 1782 és 1785 között, tervezője Mangel János budai ácsmester volt. Szűz Máriát ábrázoló oltárképét sokáig csodatevőként tartották számon, emiatt a templom hosszú időn keresztül zarándoklatok célpontja volt.

## Története
Solymár török hódoltság előtti történelme nem ismert, az azonban biztos, hogy a törökök kiűzése után, az 1700-as évek elejétől újratelepült községnek már a 18. század első felében is volt temploma, amely 1726-ban a mai temetődomb legmagasabb pontján épült, és a század végén, az új templomépület átadása után bonthatták le. A régi templom zsindelyfedésű, eredetileg torony nélkül épült, majd fatoronnyal ellátott, megközelítőleg 13,3 méter hosszú, 7,6 méter széles kőépítmény volt, amit Bayermann János plébános szentelt fel 1728-ban, Keresztelő Szent Jánosnak ajánlva, és amit egy 1793-as térkép még létezőként szerepeltetett.
A jelenlegi templom helyén, ami a 18. században még erdős, lakatlan terület volt, a század elején ismeretlen időpontban keresztet állított Long Péter buda-újlaki kőművesmester, a környéken tomboló pestisjárványtól való megmenekülésért, majd miután a pestis továbbra sem akarta elhagyni a környéket, ugyanő 1738-ban egy kápolnát is épített erre a helyre, benne egy, a Segítő Szüzet ábrázoló festménnyel. A kápolnát 1742-ben áldotta meg Márkus Mihály zsámbéki plébános.
Majthényi Károly földesúr már a solymári birtok megszerzése (1768-1769) után fogadalmat tett arra, hogy méltó templomot emeltet a községben, ez irányú terveit az 1777. augusztus 20-án kelt levelében írta meg séllyei Nagy Ignác, az újonnan létesített Székesfehérvári egyházmegye püspöke számára. A frissen kinevezett püspök nagy jelentőséget tulajdonított a tervnek, ezért személyesen is megszemlélte az akkor még álló, korábbi templomot valamint a kegykápolnát; az előbbit a rossz állapota miatt felhagyni javasolta, így az a döntés született, hogy az új templom ne a régi kibővítésével, hanem a kápolna helyén épüljön meg. Emellett szólt az is, hogy a kegykápolnát egyre több zarándok látogatta, távolabbi megyékből is – egy 1757-es feljegyzésben például sok más település mellett Gyöngyöspata is szerepel, mint olyan község, ahonnan zarándoklat érkezett erre a helyre –, tehát egyre inkább szükségessé vált a bővítése. A kegyhely hírnevét nagy mértékben erősítette, hogy a festményt többen is könnyezni látták, illetve több csodatétel is fűződött hozzá, melyek közül az említett 1757-es feljegyzés konkrét személyi adatokkal tíz, 1752-1756 között dokumentált esetet említ.
A templom terveit Mangel János budai ácsmester készítette, a kivitelezésben még több budai mesterember – Biedermayer Ferenc ácsmester, Dávid József kőfaragó mester, Probot Gáspár asztalosmester és Kreitzweger György bécsi fakereskedő – is részt vett. A 32,8 méter hosszú, 12 méteres szélességű, 11,5 (a toronnyal és annak keresztjével együtt 30,5) méteres magasságú templom építkezése 1782 és 1785 között zajlott, alapkövét Veroni Pál perbáli plébános tette le; tornyát később, 1788-1789 körül Marczibányi István építtette. Az épületet először Veroni Pál szentelte fel még 1784-ben, majd a teljesen elkészült és berendezett (már két haranggal is rendelkező) templom felszentelésére 1821. június 29-én került sor.

### A templom felújításai
A templomban az építése óta eltelt, közel két és fél évszázad alatt számos kisebb, és néhány nagyobb szabású felújítás is zajlott. Utóbbiak között említhető az 1906-os felújítás, az első világháborút követő, 1920 utáni nagytatarozás, melynek során a tornyot is átépítették a jelenlegi formájára; illetve az 1982-es tetőszerkezeti csere.

## A templom jelene
A templom berendezéseinek fejlesztése, részeinek szükség szerinti felújítása jelenleg is folyamatos, erről (2018-as megszűnéséig) az 1990-es évek elején létrehozott Templom Tér Alapítvány volt hivatott gondoskodni.
Magyar nyelvű szertartás minden nap folyik a templomban, de a miserendben heti egy német nyelvű mise is szerepel, melynek időpontja vasárnap reggel negyed kilenc. Ezen felül a templom a helyszíne a Solymári Búcsú (mint hivatalos önkormányzati rendezvénysorozat) nyitó rendezvényének – már csak azért is, mert a program időpontját a templom búcsúnapjának mindenkori dátumához (szeptember 12., illetve az ahhoz legközelebb eső vasárnap) igazítják –, a település kórusainak és komolyzenei zenekarainak részvételével évről évre megrendezett adventi hangversenynek, az április 3. vagy 4. hétvégéjén megrendezett kitelepítési megemlékezésnek és több más, zenés programnak, hangversenynek is.

### Szertartások külső helyszíneken
A nagyközség területén számos egyházi emlékhely található, melyeknél éves rendszerességgel vagy alkalomszerűen a templom egyes külső helyszínű szertartásai zajlanaok. Az emlékhelyek között akadnak régi (19. századi), felújított, illetve az utóbbi évtizedekben újonnan létesített emlékhelyek is. A rendszeres külső helyszínű szertartások az alábbiak.
- a Fatimai kápolnánál (Major utca) a búcsú előtti vasárnap "búcsúnyitó" szentmise
- a solymári várban (Mátyás-domb) a búcsút követő első vagy második vasárnap a búcsúi időszak zárómiséje;
- az Egyházközségi Gyűjtemény (Templom tér 7.) udvarán advent első hétvégéjén "élő Betlehem" megnyitása;
- a templom előtti térségen alkalmas időjárás esetén virágvasárnapi barkaszentelés, illetve traktorszentelés július első vasárnapján és gépjárműszentelés Szent Kristóf ünnepnapjához kapcsolódva;
- a Szél-hegyi Golgotán húsvét vasárnapi keresztútjárás;
- a "Motheisz-keresztnél" (Korsós-dűlő) késő tavaszi szentmise Búzaszentelő ünnepe alkalmából;
- a "Treindl-keresztnél" (a Külső Vasút utcai körforgalom mellett) szentmise Búzaszentelő alkalmából, amennyiben a Korsós-dűlőre a terepviszonyok miatt nem lehet bejutni;
- a Templom téren körben (a templomtól délkeleti irányba indulva) úrnapi körmenet;
- az Anna-kápolnánál (Munkás utca 32. mellett) Anna-napi igeliturgia;
- a Nepomuki Szent János-szobornál (Mátyás király u. 64. előtt) igeliturgia a szent névünnepén.

A fentieken túl alkalomszerűen előfordulnak külső helyszínű szertartások egyéb helyszíneken is, jellemzően a település területen található útszéli kereszteknél.

## A templom berendezése

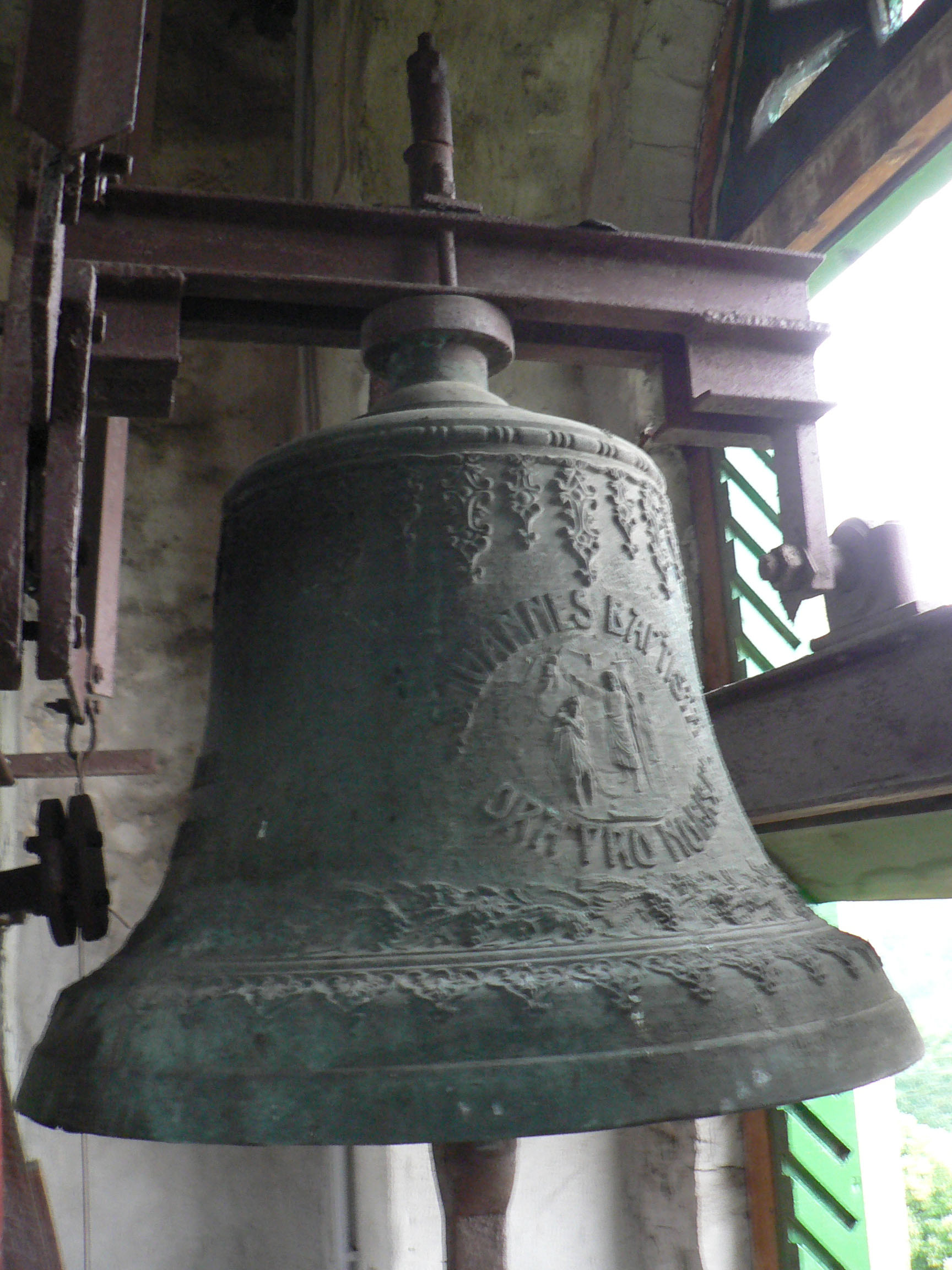

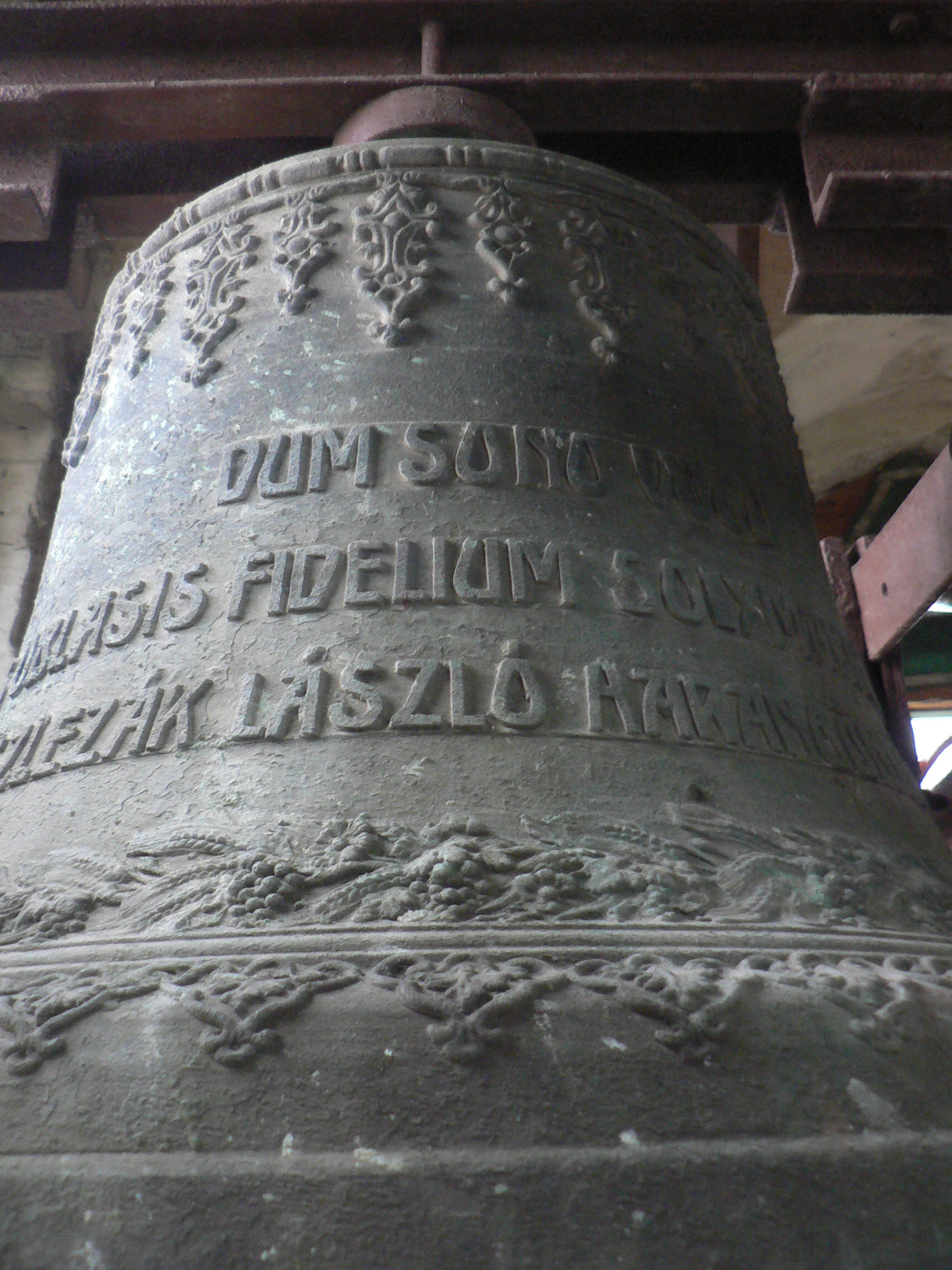
Harangok a templomban

- A templom legfontosabb berendezési tárgyai közé tartozik barokk stílusú főoltára Falconer József Ferenc 1762-ben festett oltárképével, valamint a szintén barokk szószéke, ez utóbbi Bebo Károly alkotása ugyanebből az évből; mindkettő az óbuda-kiscelli trinitárius templomból került Solymárra 1785-ben, miután a rendet 1783-ban feloszlatták, kegytárgyaikat pedig elárverezték.
- Mellékoltárának nagy méretű festménye Köpp Farkas (Wolfgangus Köpp) bécsi festőművész alkotása, az 1782-ben készült festményt az 1836-os kolerajárvány idején egy óbudai polgár ajándékozta a templomnak.[4]
- A templom két oldalfalán látható két-két nagy méretű festmény Nieger Károly festőművész alkotása.
- Nagy méretű kristálycsillárja a Karátsonyi család hagyatékából került Solymárra, gróf Karátsonyi Jenő földesúr 1933 októberében bekövetkezett halála után. A csillár eredetileg a Krisztina körúton állt Karátsonyi-kastély berendezési eleme volt, egy párjával együtt; ez utóbbi a Fő utcai görögkatolikus templomba került.
- Első orgonáját 1792-ben készítette Worberger Mátyás orgonaművész; a mai orgonaszerkezet 1955-ben került ide.
- Ma használt toronyórája 1989-ben került a toronyba, németországi hívek adományaként, a korábbi óraszerkezet elemei ezt követően tisztázatlan körülmények között magánszemélyekhez kerültek; a régi szerkezet helyreállítását felújított formában történő bemutatását jelenleg tervezi egy helyi civil szervezet.[5]
- A torony keresztjét Gebhard Ferenc budai polgár készítette 1799-ben.[4]
- A toronyban az idők során több harang is volt, de azokat az első, majd a második világháború idején is hadi célokra elrekvirálta és beolvasztatta a hadsereg. Jelenleg három harang található itt, melyek közül a legnagyobb, 618 kilogrammos súlyú harangot 1990-ben adományozta a templomnak a helyi lakosok egyike; készítője Gombos Lajos őrbottyáni harangöntő mester volt.

## A templom, mint sírhely
A 18-19. század solymári földesúri családok családtagjai közül többeket temettek el a templomban kialakított sírboltban. Itt helyezték nyugovóra az 1792-ben elhunyt Majthényi Károlyt, a két évvel később, 1794-ben elhunyt feleségét, Beleznay Annát, vejüket, Kállay Pétert és több más családtagot is. [A Historia Domusban szerepel egy utalás arra vonatkozóan, hogy a sírhelyet 1870 körül megbolygatták, vélhetően fosztogatták is.] A templomban utoljára 1933-ban zajlott temetés, amikor gróf Karátsonyi Jenő földesurat helyezték az itteni sírboltban végső nyugalomra.

## A templom papjai

### Plébánosok
- 1716–1725: Gábriel Antal (Anton Gabrielli)
- 1725–1730: Bayermann / Payermann János	(Johann Bayermann)
- 1730–1736: Hász György János
- 1736–1743: Partinger Mihály
- 1743: Höchstel Jakab
- 1743–1753: Mechlitz György
- 1753–1766: Pachoffer Ignác
- 1776–1788: Perczel József
- 1788–1805: Wattner Kelemen
- 1805–1806: Stuck József
- 1806–1817: Amlacher Ferenc
- 1817–1823: Clementis Fülöp Jakab
- 1823–1837: Wenisch Ferenc
- 1837–1859: Tankövy (Schuliszta) Ferenc
- 1859–1899: Glázer József
- 1899–1917: Kaiser Károly
- 1917–1946: Hufnagel Ferenc
- 1946–1964: Angeli Márton
- 1962–1968: Almási Ferenc
- 1968–1988: Dr. Szabadkai József
- 1988–1997: Mits János
- 1997–2003: Illéssy Mátyás[6]
- 2003–2014: Kertész Péter[7]
- 2014–2021: Kiss Csaba[8]
- 2021– : Szemere János

### Káplánok, adminisztrátorok
- 1831-1834: Schedt Károly (a templom legelső ismert káplánja, említik adminisztrátorként is)
- 1834-1837: Schuliszta Ferenc (az időszak utolsó hónapjaiban adminisztrátorként; később plébános)

A következő, kereken száz évben nem volt káplánja a templomnak.
- 1937-1942: Kollwentz Ede
- 1942-1944: Roderburg Ernő
- 1944-1945: Winkler János
- 1945-1946: dr. Bélafalvy Imre
- 1946: Berta Lajos (adminisztrátorként, mint ny. tábori főesperes, néhány hónapig)
- 1947-1949: Szabó Pál
- 1949-1950: Olasz Bertalan
- 1950-1951: Sarang Ferenc (káplánként; kántori minőségben még az 1950-es évek végén is tevékenykedett)

A következő két – két és fél évből nincs nyoma annak, hogy lett volna káplánja a templomnak.
- 1954: dr. Farkas László (rövid ideig)
- 1954-1955: Izeli József[9]
- 1955-1956: Bogó István
- 1956: Nagy László (rövid ideig)
- 1956-1958: Rombai Ferenc
- 1958: Schrőder Gyula (három hónapig)
- 1958-1960: Lisinszky János
- 1961-1962: Vörös Sándor
- 1962-1964: Trimmer Elek Iván[10]
- 1964-1965: Lugosi Imre
- 1966-1968: Glósz Ervin (1968. márciusától fél éven át adminisztrátorként)
- 1968-1972: Marczis Ferenc[11]
- 1973-1974: Eberhardt Ferenc[12]
- 1974-1977: Bohn István[13]
- 1977-1981: Kertész Péter[7]
- 1981: Heiszer Ferenc (néhány hónapig)
- 1982: Sipos Péter (néhány hónapig)
- 1982-1983: dr. Gyulafy Pál[14]
- 1983-1984: Baltási Nándor[15]
- 1984-1985: Verőczei Zoltán
- 1985-1986: Pajor András[16]
- 1986-1987: Nyárai-Horváth István (a solymári templom utolsó káplánja)[17][18]

## Galéria

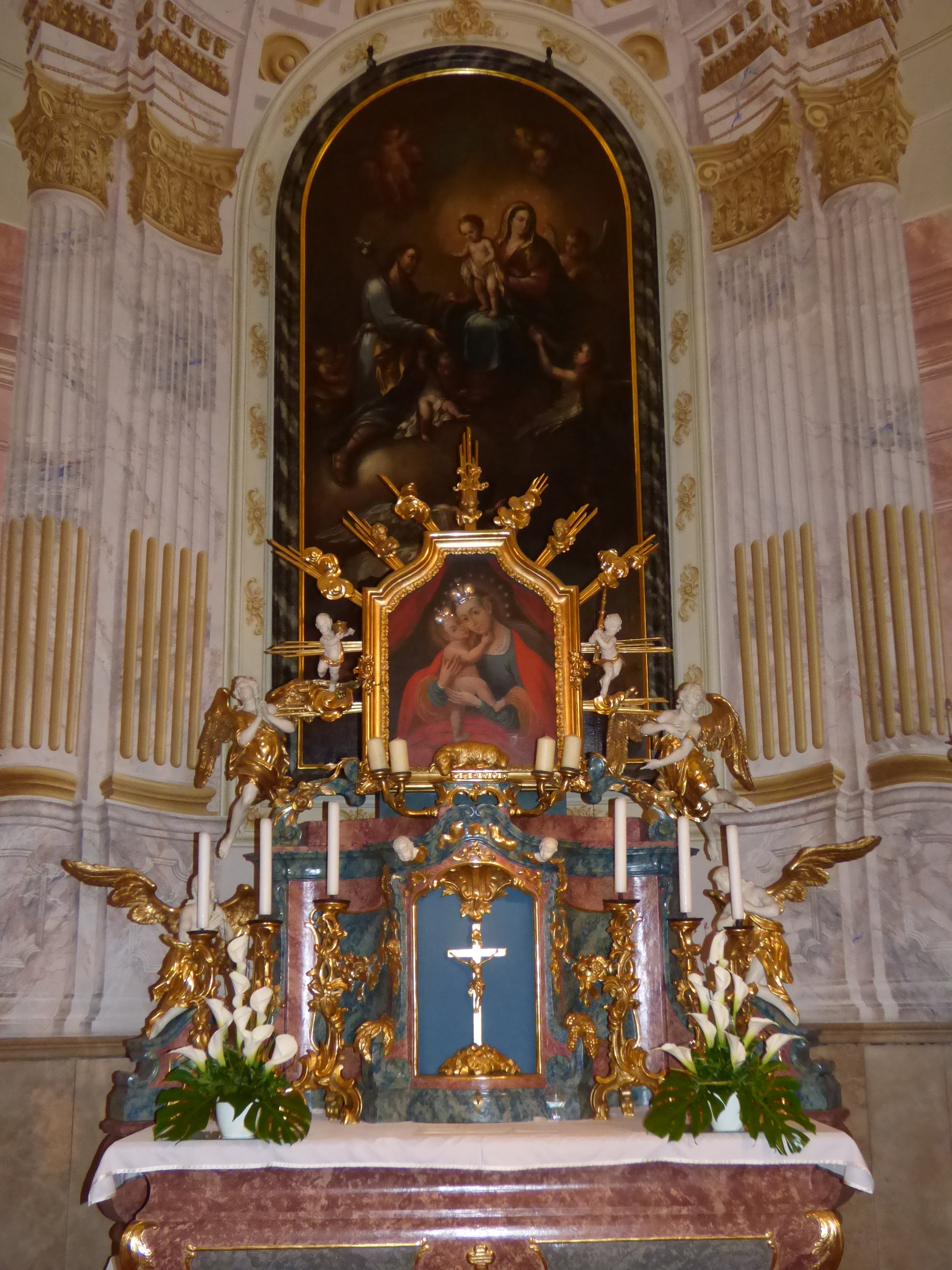
Főoltár
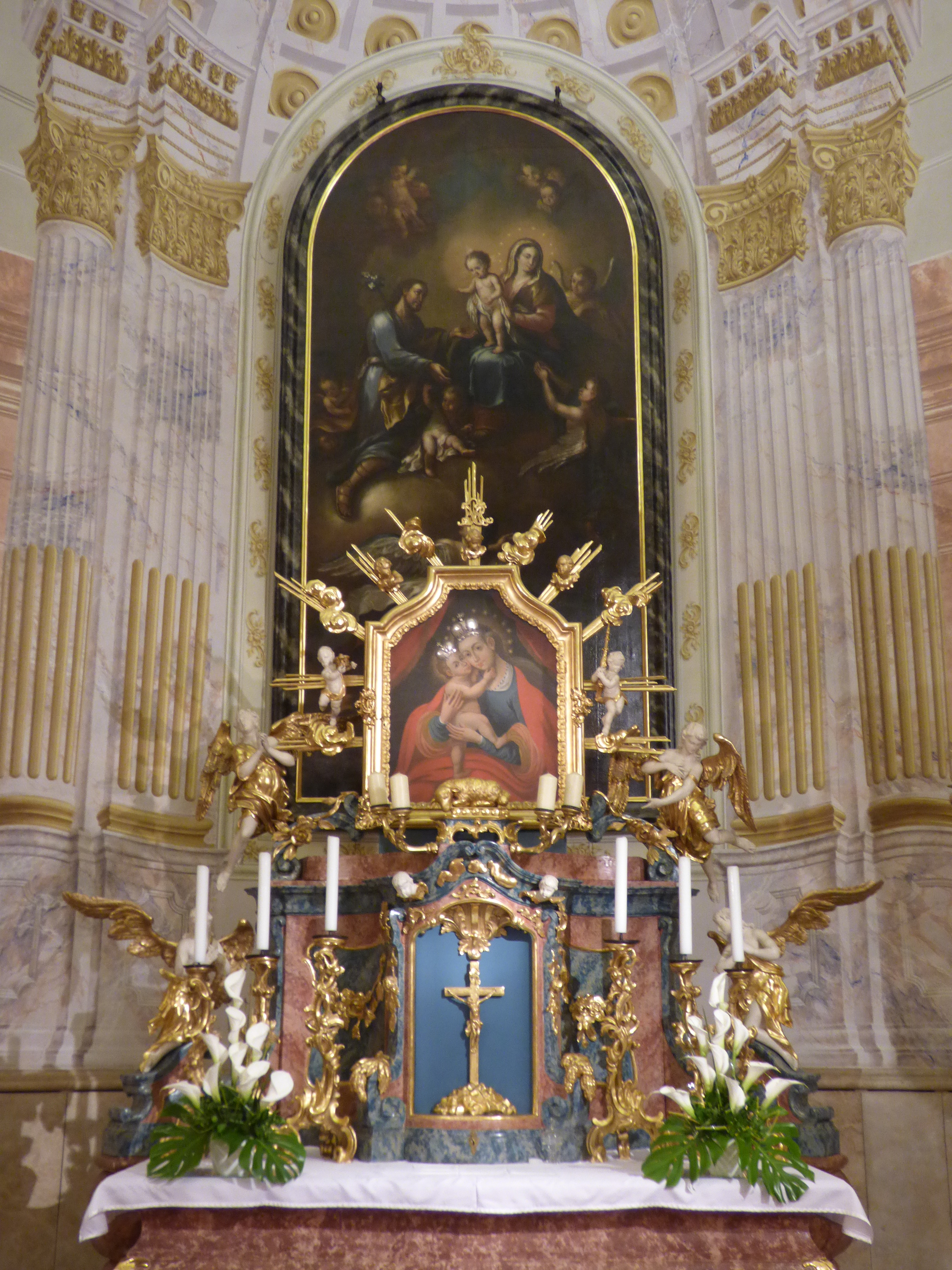
Főoltár
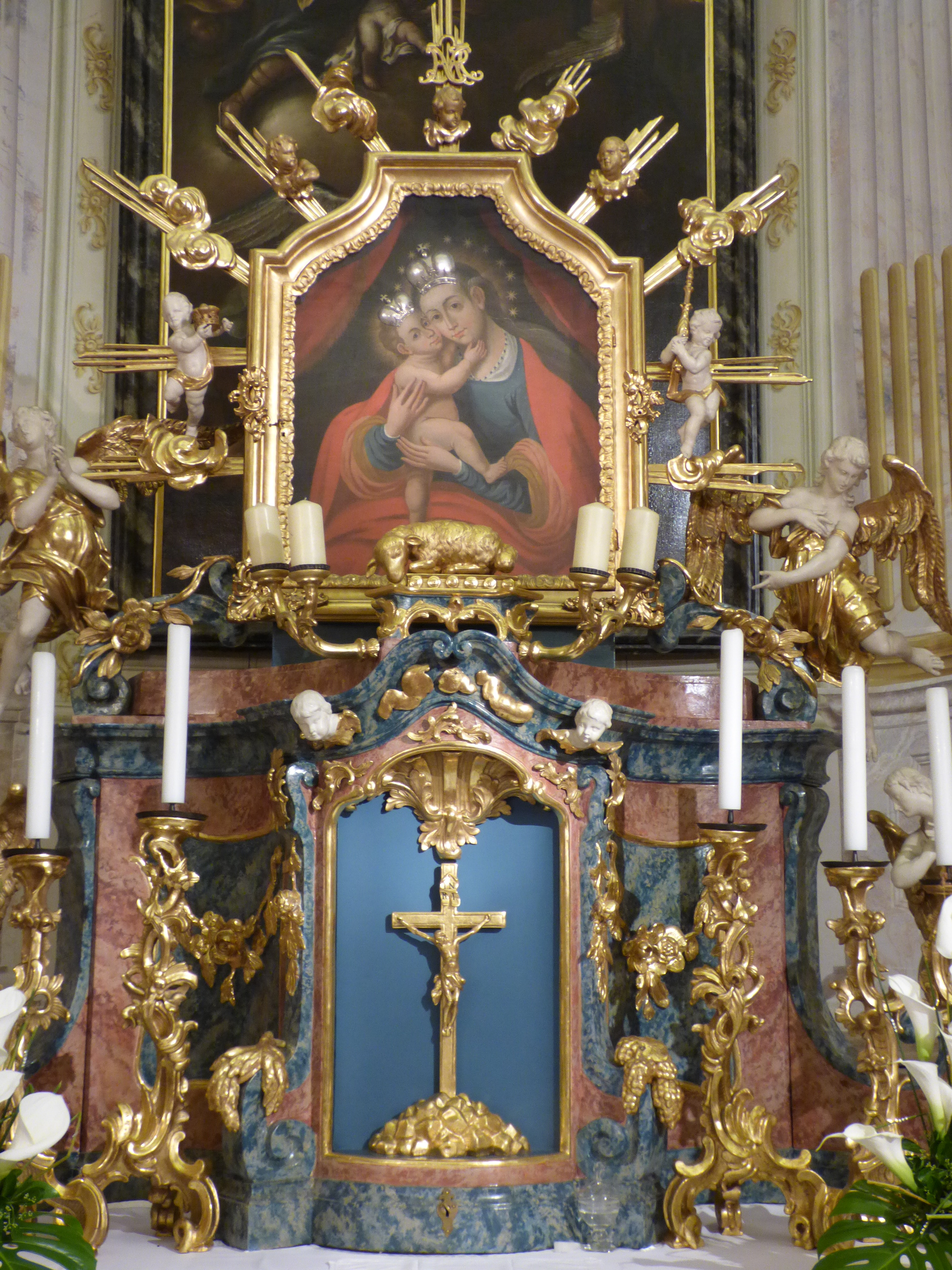
Mária-kegykép
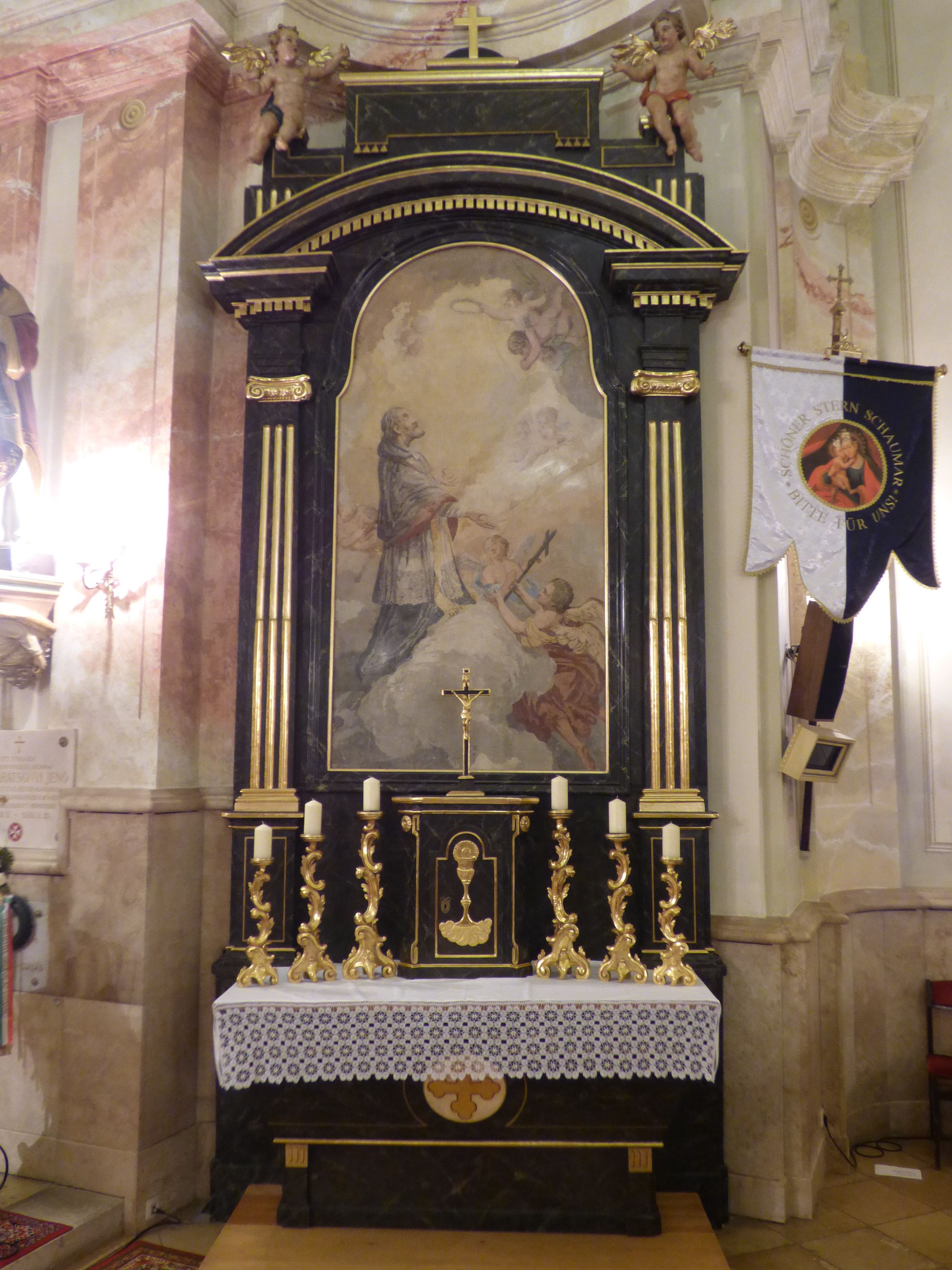
Mellékoltár
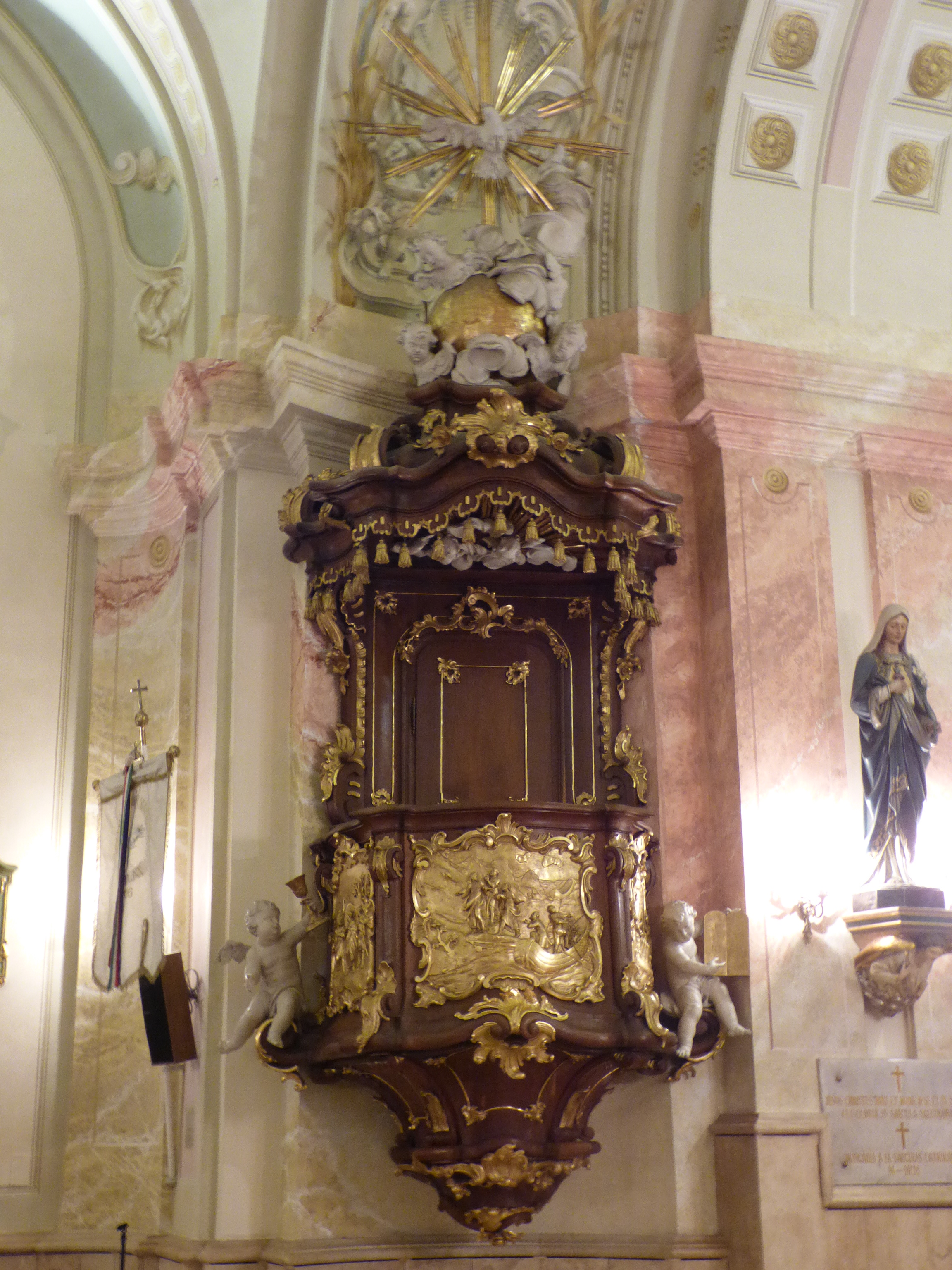
Szószék
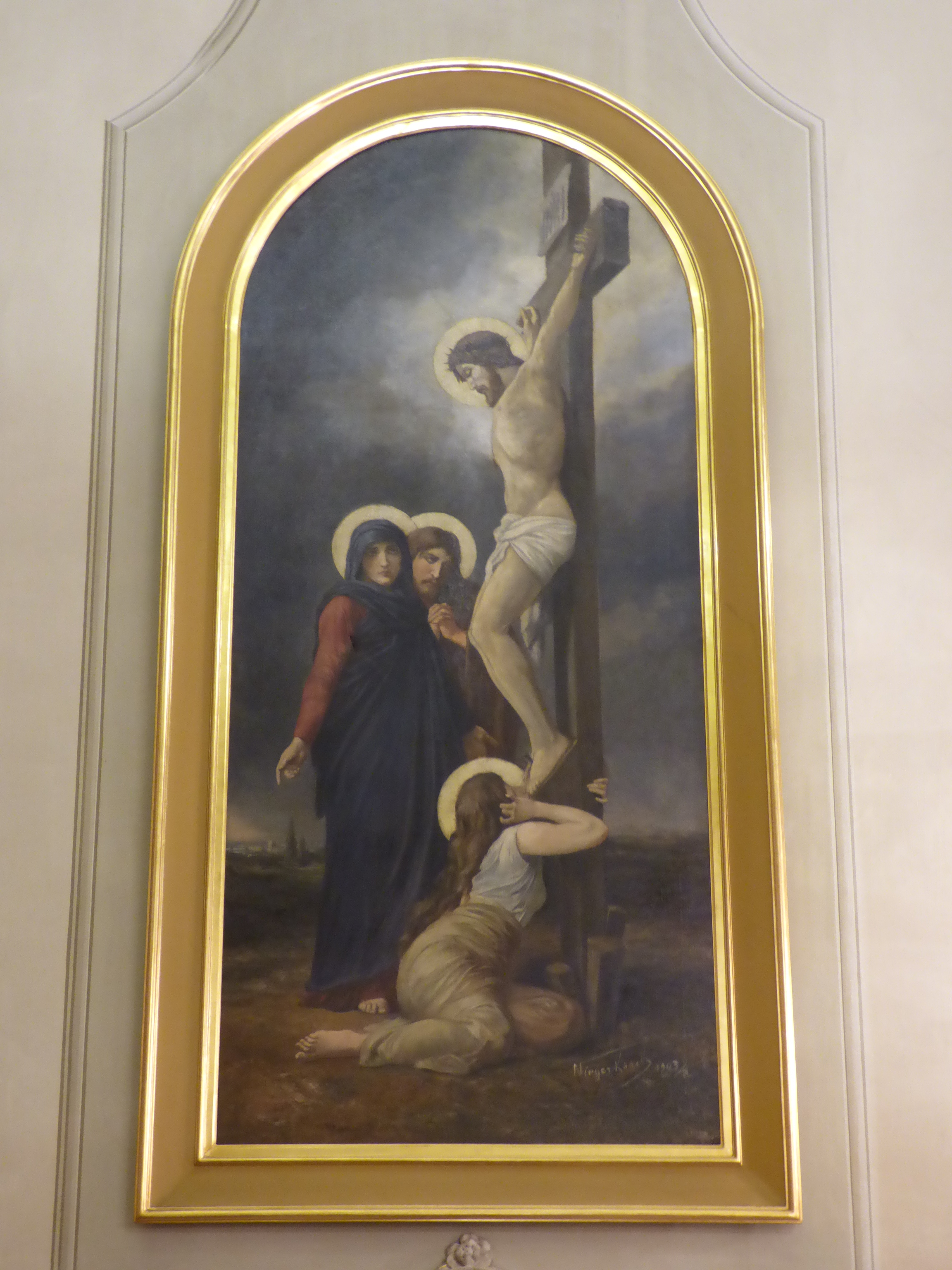
Festmény az oltártól jobbra
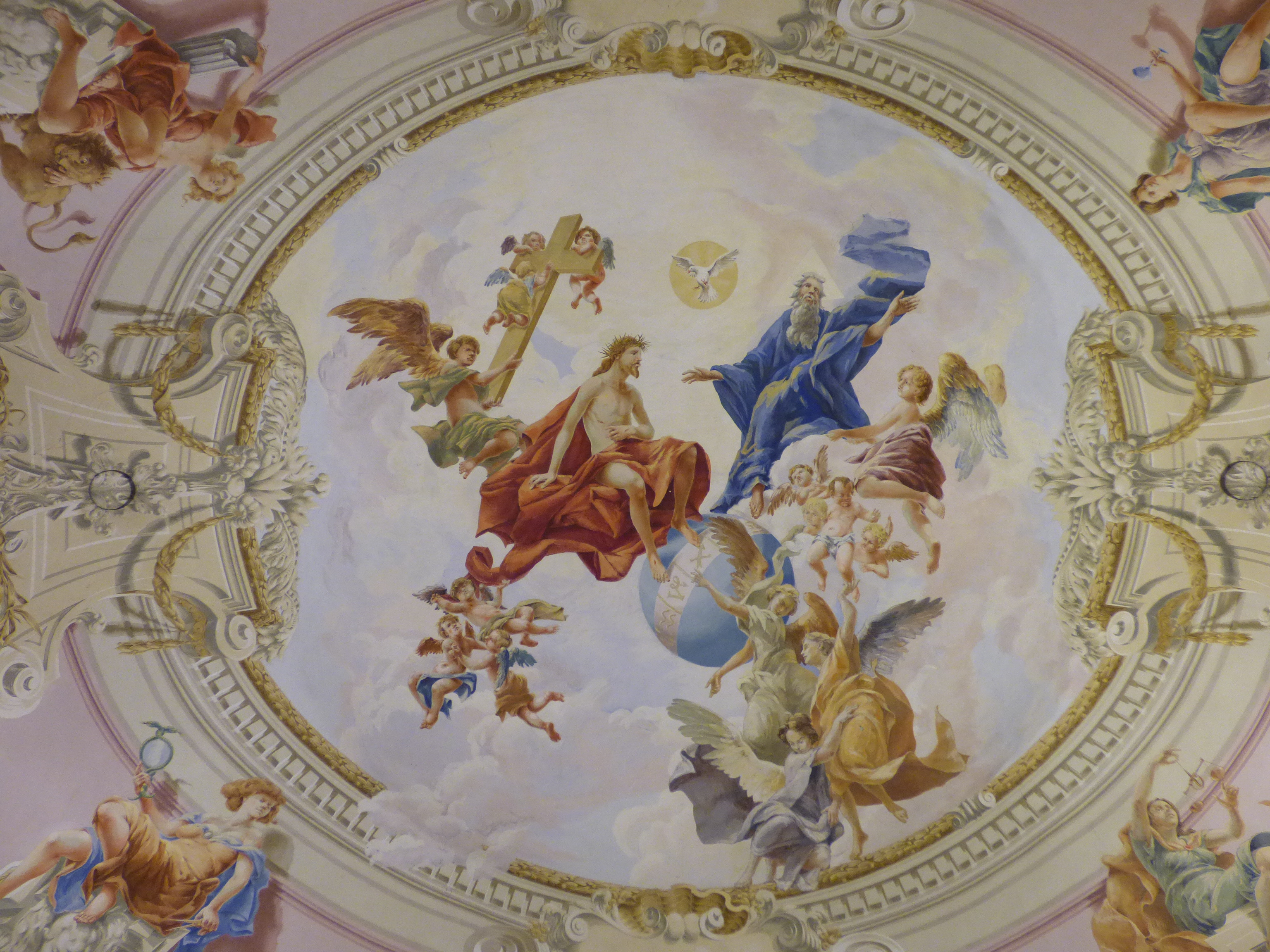
A liturgikus tér fölötti mennyezeti freskó
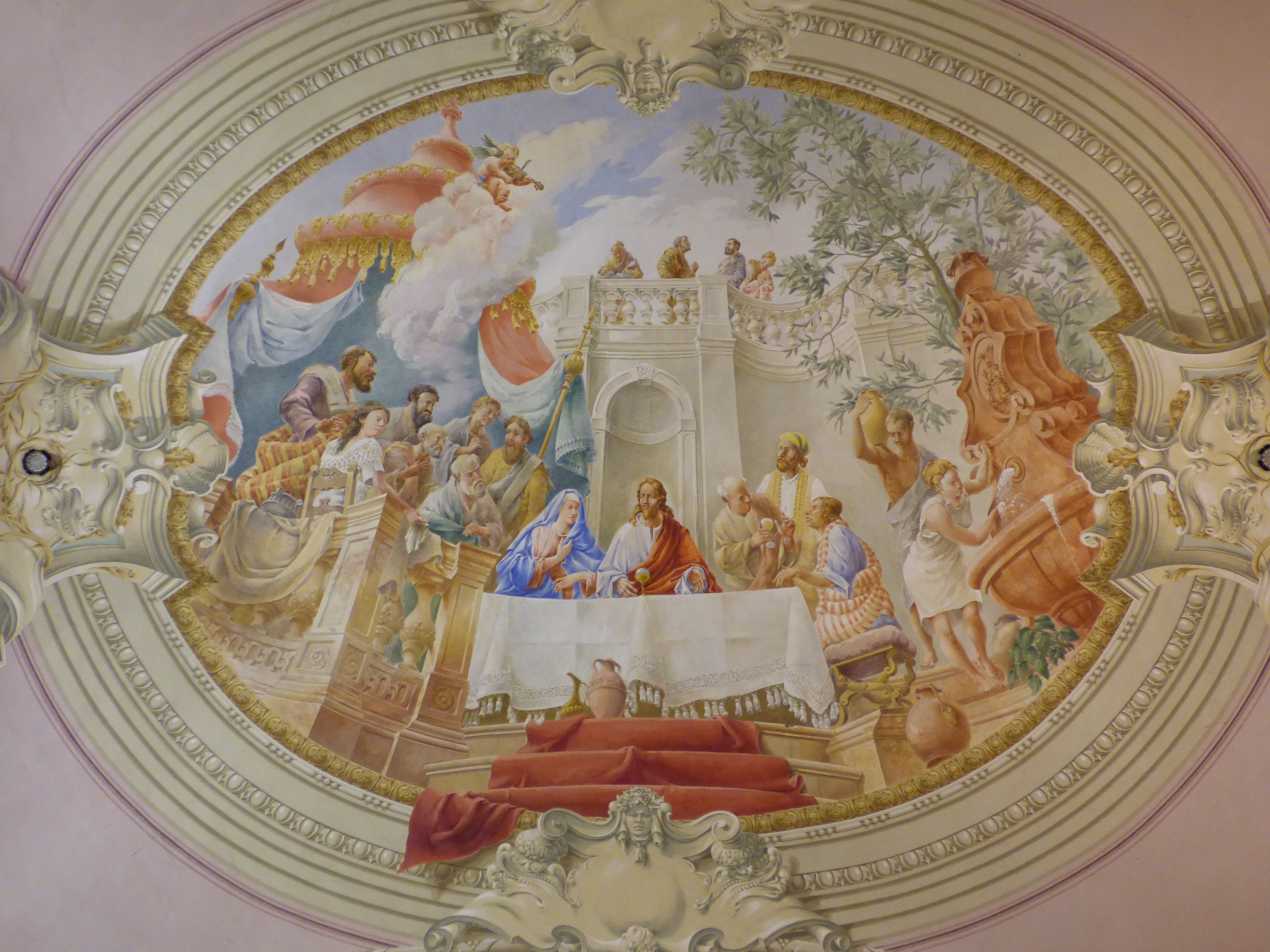
A főhajó közepén lévő mennyezeti freskó
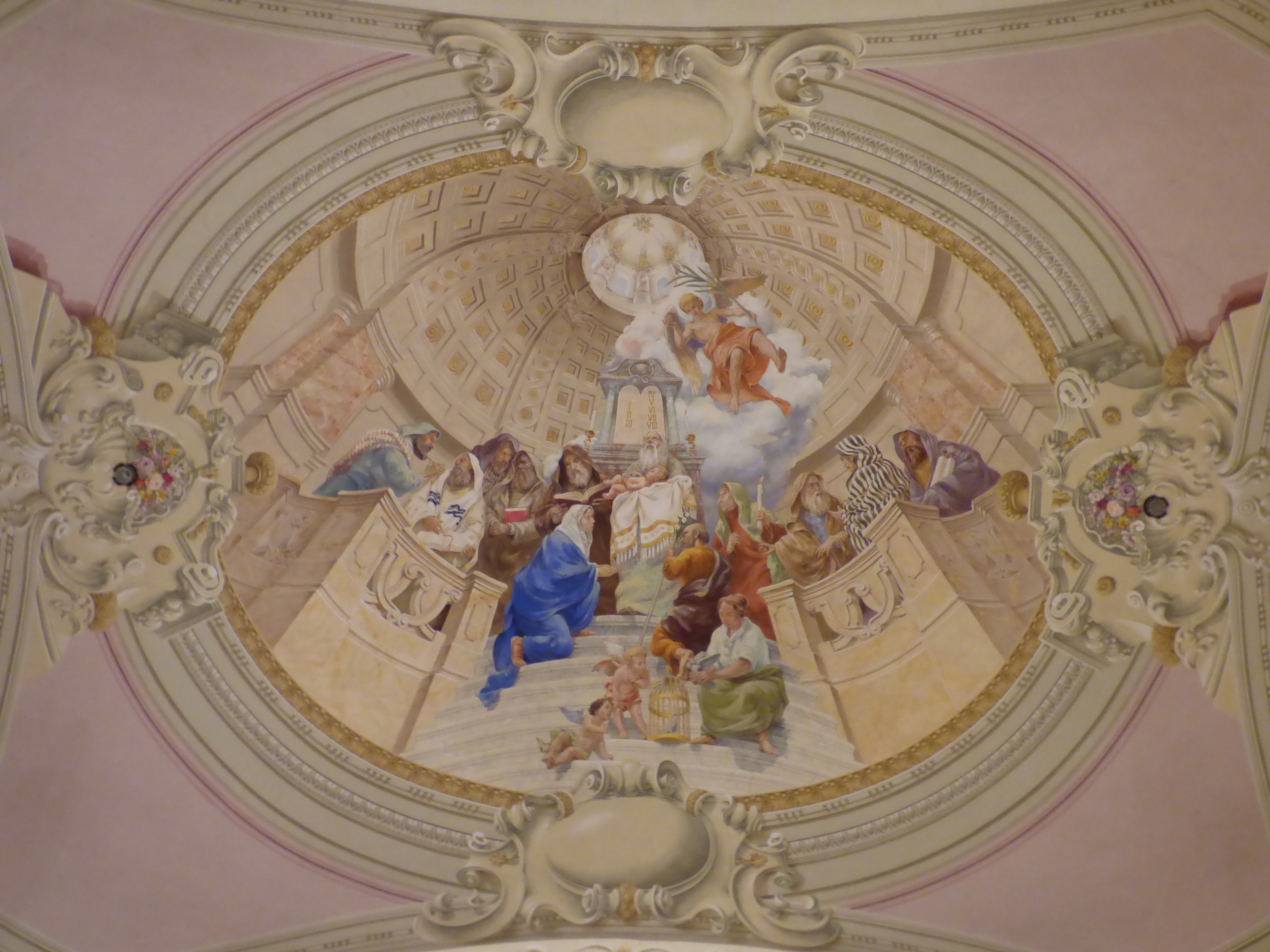
A főhajó keleti végén lévő mennyezeti freskó
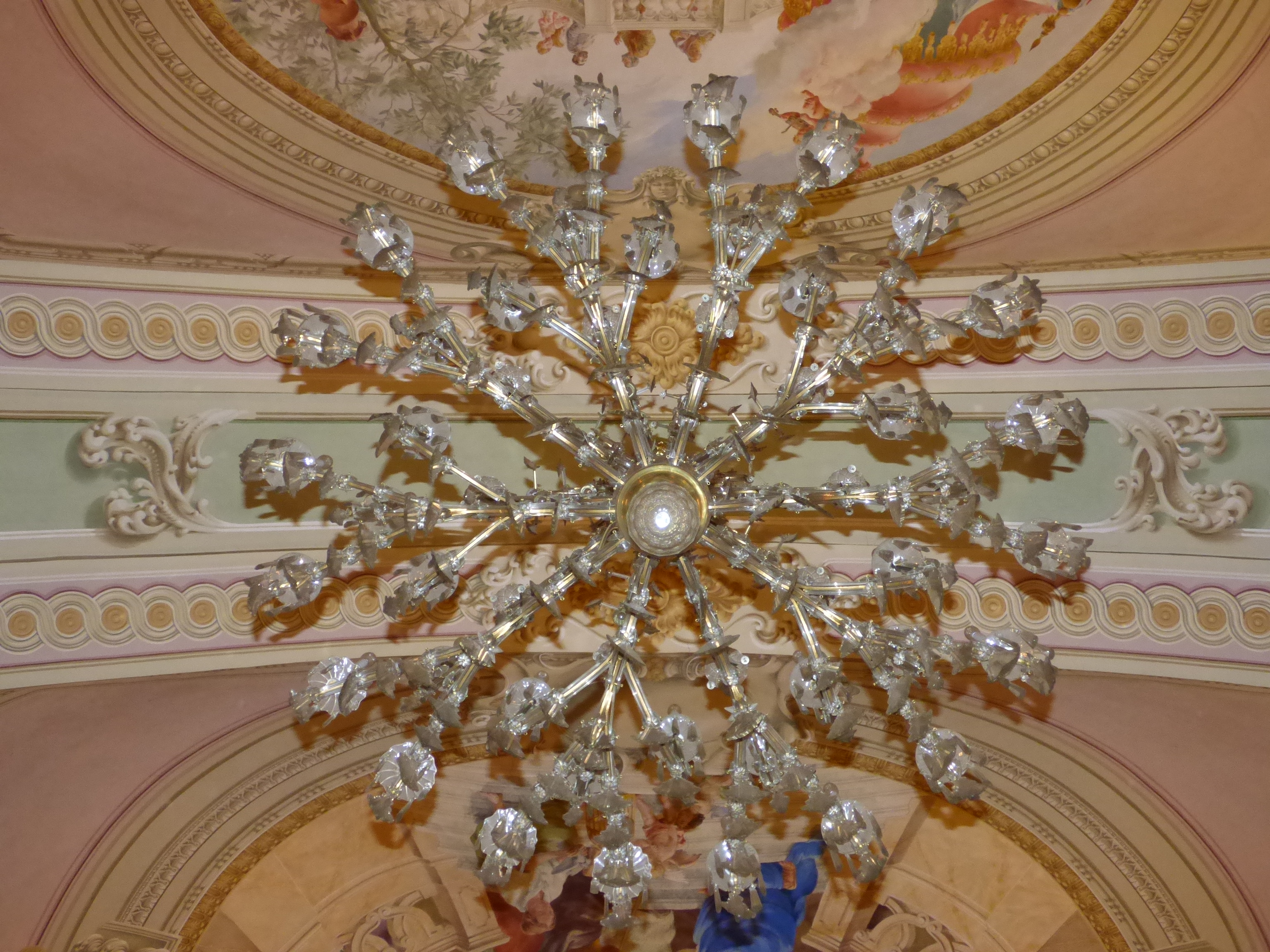
A csillár eredetileg a krisztinavárosi Karátsonyi-kastély dísze volt
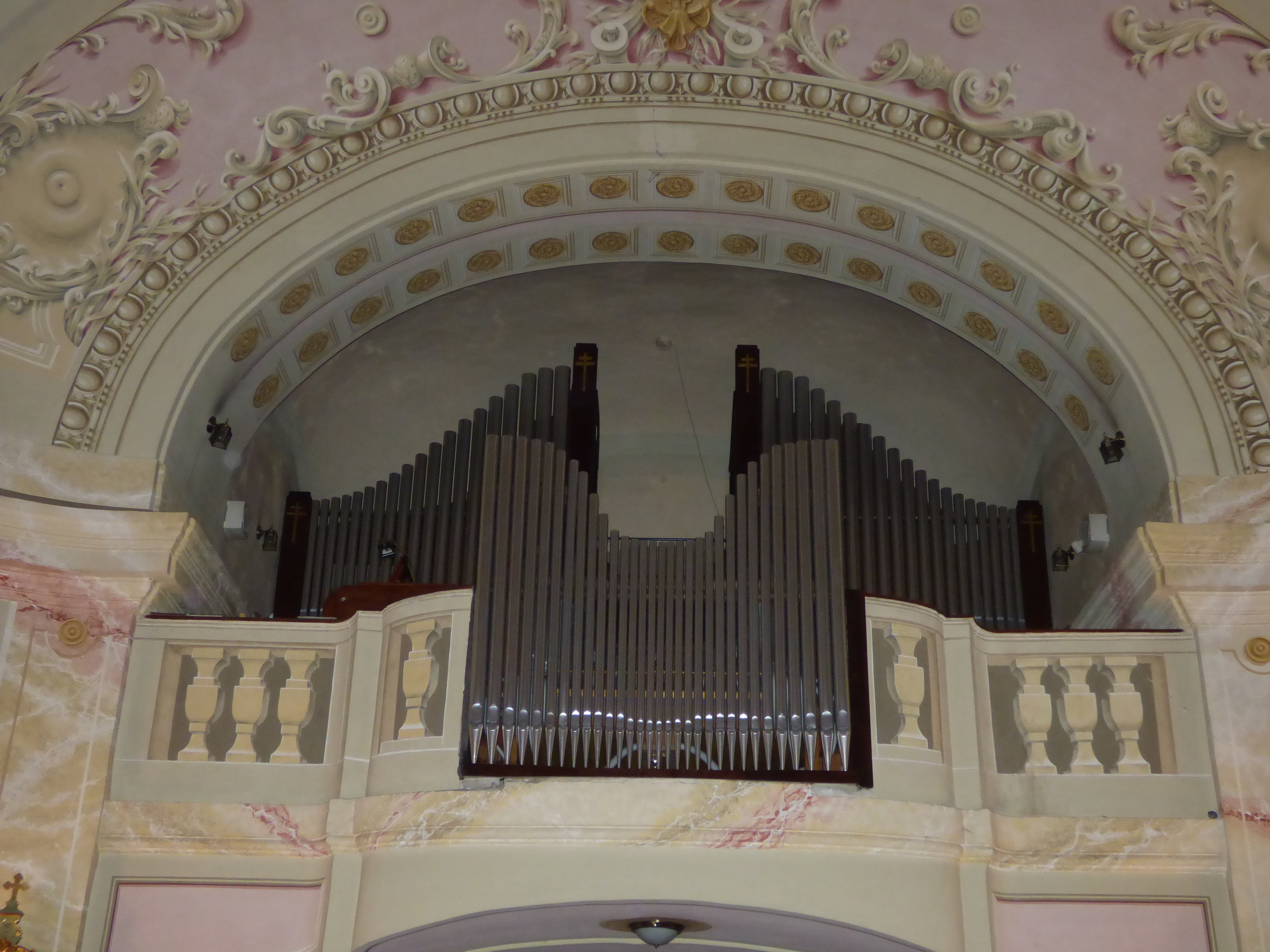
Az orgonakarzat lentről nézve